# Banksiadale
Banksiadale is een plaats in de regio Peel in West-Australië.

## Geschiedenis
In 1910 werd de 'Hotham Valley Branch Railway' van Pinjarra naar Dwellingup geopend ten behoeve van de houtindustrie. In januari 1912 werd daarvan een acht kilometer lange spoorweg afgetakt ten noorden van Dwellingup. Een nieuwe houtzaagmolen werd aan die spoorweg geopend in december 1912, de 'No.2 Railway Mill'. Rond de molen ontstond een nederzetting die Banksiadale werd genoemd, naar de Banksia die er groeiden.
In 1961 woedde een natuurbrand door de streek maar Banksiadale bleef gevrijwaard. Het diende twee jaar later echter te verdwijnen voor de aanleg van de 'South Dandalup Dam' en 'Lake Banksiadale'.

## Beschrijving
Banksiadale maakt deel uit van het lokale bestuursgebied (LGA) Shire of Murray, waarvan Pinjarra de hoofdplaats is.
'Lake Banksiadale' is een toeristische trekpleister met picknicktafels, barbecues en wandelpaden.

## Ligging
Banksiadale ligt ongeveer 100 kilometer ten zuidzuidoosten van de West-Australische hoofdstad Perth, 50 kilometer ten oostzuidoosten van de kuststad Mandurah en 30 kilometer ten oosten van het aan de South Western Highway gelegen Pinjarra

## Klimaat
De streek kent een warm mediterraan klimaat, Csa volgens de klimaatclassificatie van Köppen.

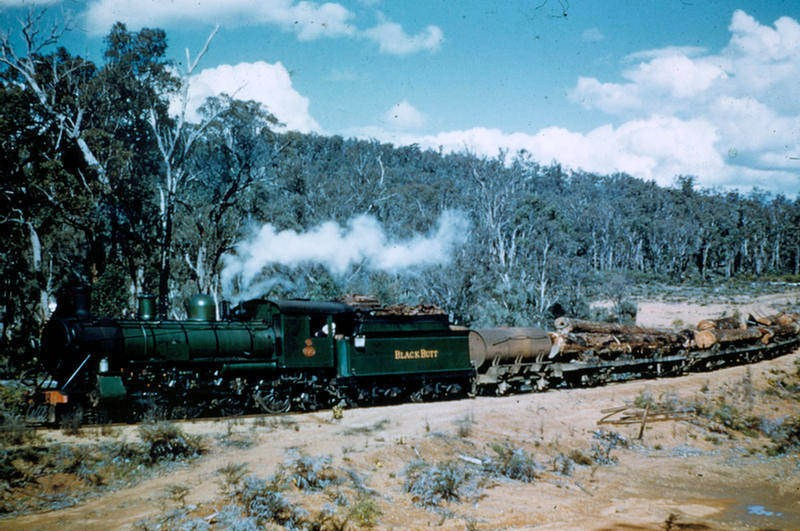
'Banksiadale Line' rond 1960

Banksiadale · Barragup · Birchmont · Blythewood · Boddington · Bouvard · Carcoola · Chadoora · Clifton · Coodanup · Coolup · Crossman · Dawesville · Dudley Park · Dwellingup · Erskine · Etmilyn · Fairbridge · Falcon · Furnissdale · Greenfields · Halls Head · Hamel · Herron · Holyoake · Inglehope · Kooljerrenup · Lake Clifton · Lakelands · Lower Hotham · Madora Bay · Mandurah · Marradong · Marrinup · Meadow Springs · Meelon · Mount Cooke · Mount Wells · Myara · Nambeelup · Nanga Brook · Nirimba · North Dandalup · North Yunderup · Oakley · Parklands · Pinjarra · Point Grey · Preston Beach · Quindanning · Ranford · Ravenswood · San Remo · Silver Sands · Solus · South Yunderup · Stake Hill · Teesdale · Wagerup · Wannanup · Waroona · West Coolup · West Pinjarra · Whittaker · Wuraming